# Plaza de toros Santa María
La Plaza de toros de Santa María también llamada Plaza de toros de Querétaro es una plaza de toros de primera categoría situada en Santiago de Querétaro, en el estado de Querétaro en México.

## Descripción
Tiene un aforo de 12.186 espectadores.

## Historia
Antes de la inauguración de esta plaza de toros, las corridas tenían lugar en la plaza de toros Colón de Querétaro, derruida en 1962. 
La plaza de toros de Santa María fue inaugurada el 22 de noviembre de 1963, con corrida inaugural de Alfredo Leal, el meridano Antonio del Olivar y Miguel Mateo “Miguelín”. El primer torero corneado en la plaza fue el cordobés veracruzano Gabriel Priede España el 21 de febrero de 1964. En la plaza se celebra, además, el serial taurino de la Feria Internacional de Querétaro. A lo largo de su historia han actuado las figuras del toreo como Manolo Martínez, Eloy Cavazos, Jorge Gutiérrez Argüelles, Paco Camino, José Tomás, El Cordobés, El Juli, Pablo Hermoso de Mendoza o César Rincón.
Entre las últimas faenas reseñables señalar los triunfos de  El Payo y Diego Silveti (2012), Talavante (2015), Enrique Ponce y El Payo (2016), Roca Rey y el rejoneador queretano Zendejas (2018), o el indulto de Zotoluco al toro Pintadito de la ganadería Santa Bárbara en 2008.